# 尸部
尸部（しぶ）は、漢字を部首により分類したグループの一つ。
康熙字典214部首では44番目に置かれる（3画の15番目）。

## 概要
尸部には「尸」を筆画の一部として持つ漢字を分類している。
単独の「尸」字はヒトの形を象る象形文字である。「尾」「屎」「尿」のように、ヒトが屈んでいる様子が描かれた文字に含まれる。
そのほか尸部には「履」「屐」などの履き物・布地に関する文字や（元々は「履」の音符「眉」に由来）、「屋」「層」など家屋や屋根に関する文字（元々は帳の象形）が含まれている。なお、「履」の字自体やその省略形である「尸彳」の字形を意符とする漢字（屐・屩・屨など）は、『説文解字』では「履部」という独立した部首に置かれていた。

## 部首の通称
- 日本：しかばね・かばねだれ・かばね・しかばねかんむり
- 中国：尸字頭
- 韓国：주검시부（jugeom si bu、しかばねの尸部）
- 英米：Radical corpse

## 部首字
尸
- 広韻 - 式脂切、脂韻
- 詩韻 - 支韻、平声
- 三十六字母 - 審母三等
- 日本語 - 音：シ（漢音・呉音） 訓：しかばね
- 中国語 - ピンイン：shī 注音：ㄕ ウェード式：shih 1
- 朝鮮語 - 訓音：주검（jugeom、しかばね）・지붕（jibung、やね） 시(si)

## 例字
- 尸・局・尾・屆（届）・居・屈・屋・展・屬（属）・層・屍・屭
  - 孱→子部
  - 犀→牛部